# Roger Ibañez
Roger Ibañez da Silva, né le 23 novembre 1998 à  Canela, communément appelé Ibañez, est un footballeur international brésilien évoluant principalement au poste de défenseur central, il peut également jouer au poste de milieu défensif à Al-Ahli FC.
Ibañez détient également un passeport uruguayen.

## Carrière en club

### Début de carrière
Né à Canela, dans les Rio Grande do Sul d'une mère uruguayenne, Ibañez n'a commencé sa carrière qu'en 2016, à l'âge de 18 ans, au Grêmio Atlético Osoriense. Jouant comme milieu de terrain, il rejoint le PRS Futebol Clube plus tard cette année-là et fait ses débuts seniors lors de la Copa Serrana 2016, qui était la première compétition professionnelle du club.
Le 5 décembre 2016, Ibañez signe pour Sergipe sous forme de prêt pour la saison à venir. Le 4 mars suivant, cependant, après avoir rarement figuré sur les feuilles de match, il est rappelé dans son club original. À son retour, il devient un titulaire régulier lors de la campagne de Série B.

### Fluminense
Au milieu de 2017, Ibañez rejoint Fluminense et est initialement affecté à l'équipe des moins de 20 ans. Promu dans la première équipe dès la saison 2018 par le manager Abel Braga, il fait ses débuts professionnels le 20 janvier 2018, en commençant par un nul 0-0 lors du Campeonato Carioca à domicile contre Botafogo.
Le 28 février 2018, Ibãnez signe un nouvel accord de cinq ans avec le club. Il fait ses débuts en Série A le 15 avril, débutant par une défaite 2 à 1 à l'extérieur contre les Corinthians, et il termine la campagne avec 14 matches de championnat.

### Atalanta
Le 29 janvier 2019, Ibañez signe avec le club italien de l'Atalanta. Intégré dans l'équipe en février, Ibañez fait ses débuts le 11 mai, dans les dernières minutes de la victoire 2-1 contre Gênes. Il y remplace l'attaquant Josip Iličić alors que le club était en pleine bataille pour le sommet de la Serie A et une qualification pour la Ligue des champions pour la première fois de son histoire, ce qu'ils ont finalement réussi.
Ibañez fait sa première apparition la saison suivante le dernier jour de la campagne de l'Atalanta en phase de groupes en Ligue des champions. Ayant besoin d'une victoire à l'extérieur contre le Shakhtar Donetsk, Ibañez remplace l'avant-centre Luis Muriel pendant les 20 dernières minutes avec l'Atalanta menant 0-1 et ayant auparavant abandonné sa défense à 3 habituelle à trois pour une défense à quatre alors qu'ils étaient à la recherche du but gagnant. Ibañez n'avait été inclus que dans l'une des cinq feuilles de match précédentes, mais la suspension de Rafael Tolói et une blessure de Simon Kjær ont ouvert la voie à son inclusion. L'Atalanta gagna le match 0-3, se qualifiant pour la phase à élimination directe.

## Statistiques
| Saison                | Club                  | Championnat           | Championnat | Championnat | Championnat | Coupe(s) nationale(s) | Coupe(s) nationale(s) | Coupe(s) nationale(s) | Supercoupe | Supercoupe | Supercoupe | Compétition(s) continentale(s) | Compétition(s) continentale(s) | Compétition(s) continentale(s) | Compétition(s) continentale(s) | Ligue régionale | Ligue régionale | Ligue régionale | Total | Total | Total |
| Saison                | Club                  | Division              | M.          | B.          | P.d.        | M.                    | B.                    | P.d.                  | M.         | B.         | P.d.       | Comp.                          | M.                             | B.                             | P.d.                           | M.              | B.              | P.d.            | M.    | B.    | P.d.  |
| 2017                  | Fluminense FC         | Série A               | 0           | 0           | 0           | -                     | -                     | -                     | -          | -          | -          | -                              | -                              | -                              | -                              | -               | -               | -               | 0     | 0     | 0     |
| 2018                  | Fluminense FC         | Série A               | 14          | 0           | 0           | 4                     | 1                     | 0                     | -          | -          | -          | CS                             | 7                              | 0                              | 0                              | 12              | 0               | 0               | 37    | 1     | 0     |
| 2019                  | Fluminense FC         | Série A               | -           | -           | -           | -                     | -                     | -                     | -          | -          | -          | -                              | -                              | -                              | -                              | 2               | 1               | 0               | 2     | 1     | 0     |
| Sous-total            | Sous-total            | Sous-total            | 14          | 0           | 0           | 4                     | 1                     | 0                     | -          | -          | -          | -                              | 7                              | 0                              | 0                              | 14              | 1               | 0               | 39    | 2     | 0     |
| 2018-2019             | Atalanta              | Serie A               | 1           | 0           | 0           | 0                     | 0                     | 0                     | -          | -          | -          | -                              | -                              | -                              | -                              | -               | -               | -               | 1     | 0     | 0     |
| 2019-2020             | Atalanta              | Serie A               | 0           | 0           | 0           | -                     | -                     | -                     | -          | -          | -          | C1                             | 1                              | 0                              | 0                              | -               | -               | -               | 1     | 0     | 0     |
| Sous-total            | Sous-total            | Sous-total            | 1           | 0           | 0           | 0                     | 0                     | 0                     | -          | -          | -          | -                              | 1                              | 0                              | 0                              | -               | -               | -               | 2     | 0     | 0     |
| 2019-2020             | AS Rome               | Serie A               | 9           | 0           | 0           | -                     | -                     | -                     | -          | -          | -          | C3                             | 1                              | 0                              | 0                              | -               | -               | -               | 10    | 0     | 0     |
| 2020-2021             | AS Rome               | Serie A               | 30          | 0           | 1           | 1                     | 0                     | 0                     | -          | -          | -          | C3                             | 9                              | 2                              | 0                              | -               | -               | -               | 40    | 2     | 1     |
| 2021-2022             | AS Rome               | Serie A               | 34          | 3           | 0           | 2                     | 0                     | 0                     | -          | -          | -          | C4                             | 15                             | 1                              | 0                              | -               | -               | -               | 51    | 4     | 0     |
| 2022-2023             | AS Rome               | Serie A               | 33          | 3           | 0           | 2                     | 0                     | 0                     | -          | -          | -          | C3                             | 13                             | 0                              | 0                              | -               | -               | -               | 48    | 3     | 0     |
| Sous-total            | Sous-total            | Sous-total            | 106         | 6           | 1           | 5                     | 0                     | 0                     | -          | -          | -          | -                              | 38                             | 3                              | 0                              | -               | -               | -               | 149   | 9     | 1     |
| 2023-2024             | Al-Ahli FC            | Saudi Pro League      | 30          | 3           | 0           | 2                     | 0                     | 0                     | -          | -          | -          | -                              | -                              | -                              | -                              | -               | -               | -               | 32    | 3     | 0     |
| 2024-2025             | Al-Ahli FC            | Saudi Pro League      | 31          | 5           | 1           | 1                     | 0                     | 0                     | 1          | 0          | 0          | ACL                            | 13                             | 2                              | 3                              | -               | -               | -               | 46    | 7     | 4     |
| Sous-total            | Sous-total            | Sous-total            | 61          | 8           | 1           | 3                     | 0                     | 0                     | 1          | 0          | 0          | -                              | 13                             | 2                              | 3                              | -               | -               | -               | 78    | 10    | 4     |
| Total sur la carrière | Total sur la carrière | Total sur la carrière | 182         | 14          | 2           | 12                    | 1                     | 0                     | 1          | 0          | 0          | -                              | 60                             | 5                              | 3                              | 14              | 1               | 0               | 269   | 21    | 5     |

## Palmarès
AS Rome
- Ligue Europa Conférence (1) :
  - Vainqueur en 2022.
- Ligue Europa (0) :
  - Finaliste en 2023.

 Al-Ahli FC (1) 
- Ligue des champions de l’AFC (1) :
  - Vainqueur : 2025